# 松平正直

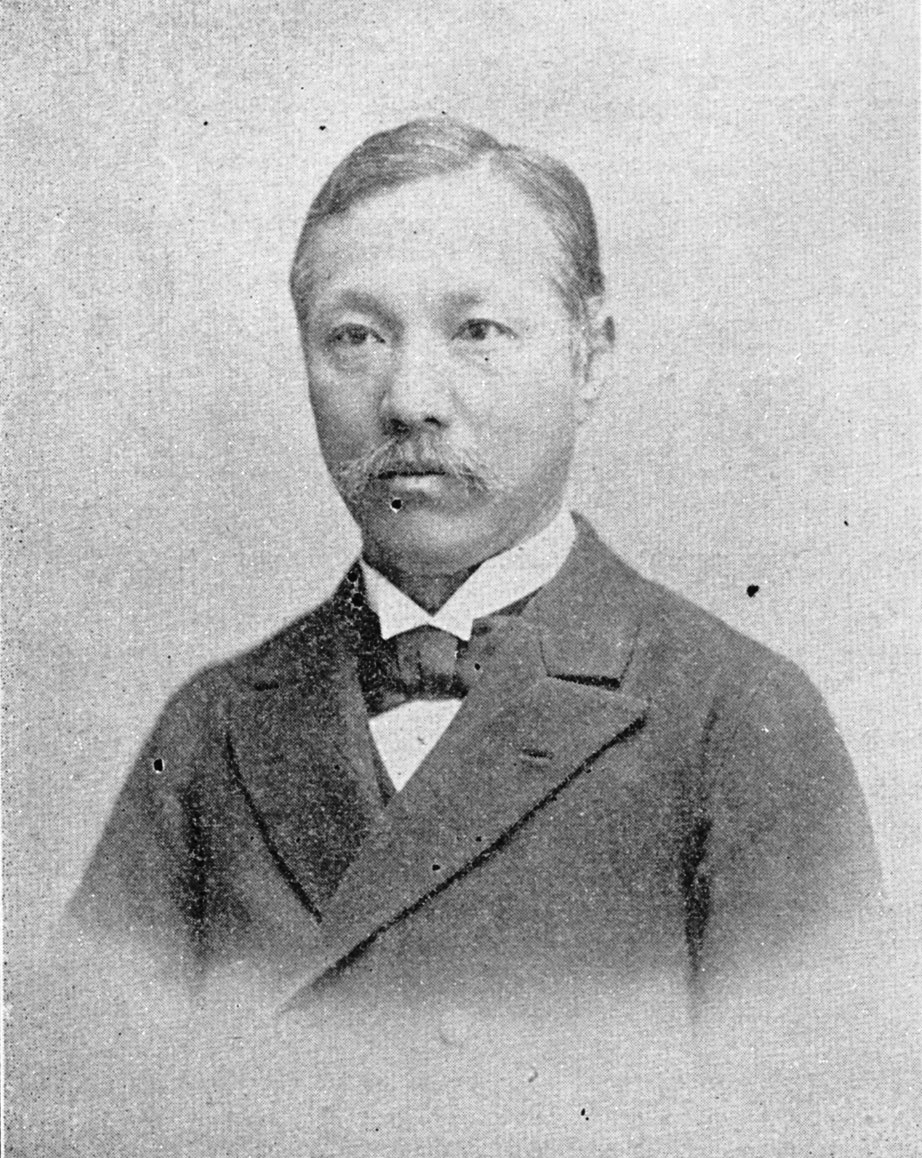
松平正直（1899年）

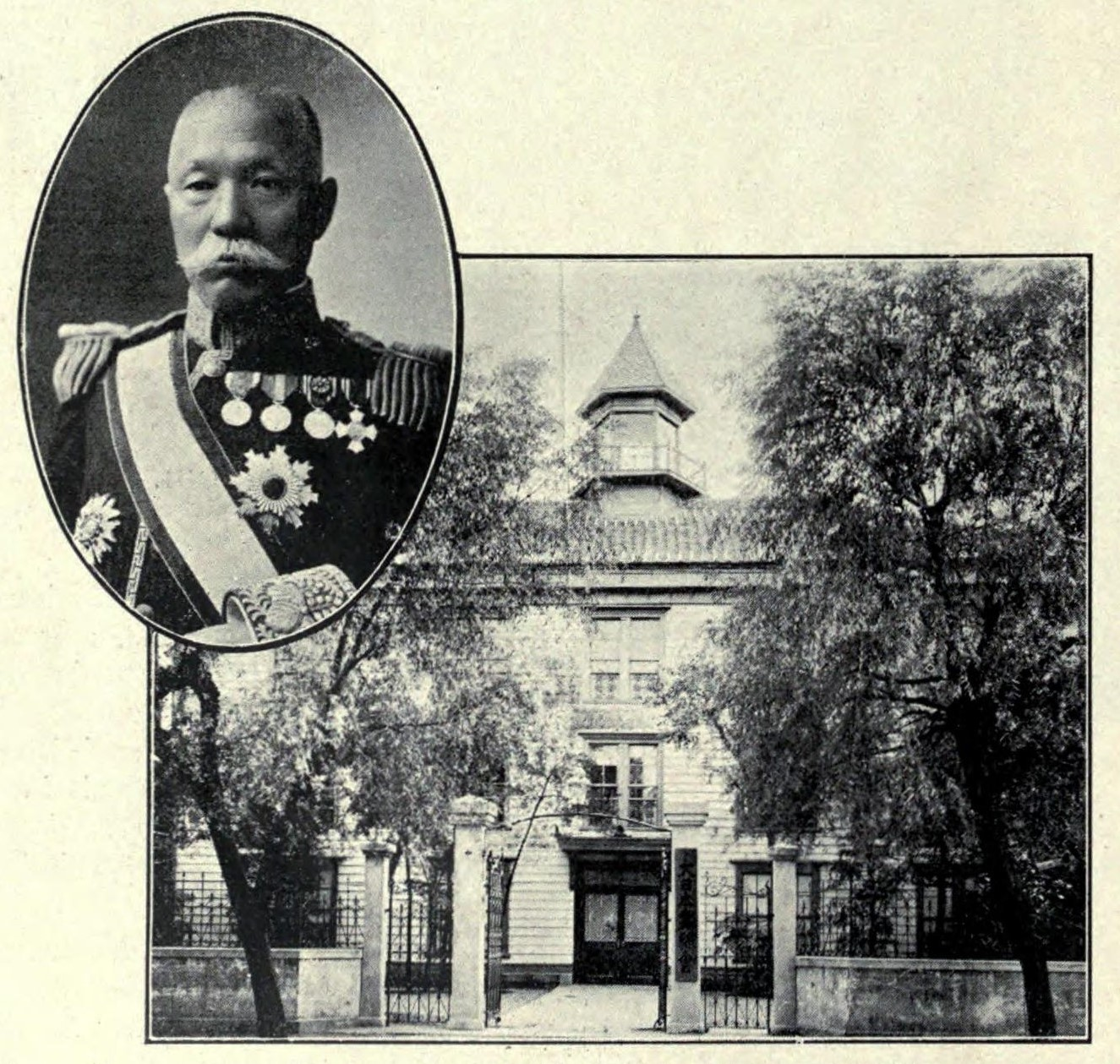
大日本蚕糸会の会頭も務めた

松平 正直（まつだいら まさなお、天保15年2月26日（1844年4月13日） - 大正4年（1915年）4月20日）は、日本の武士（福井藩士）、官僚、政治家、実業家。内務次官、県知事、貴族院議員、枢密顧問官、錦鶏間祗候、男爵。幼名・源太郎。字は子大。稲香、松坪と号す。

## 生涯
福井藩士・松平正泰の次男として生まれる。安政5年（1858年）に家督を相続。大番頭を務める。慶応3年（1867年）、坂本龍馬が福井を訪れ、三岡八郎（後の由利公正）と面談した際は、当時、八郎が幽閉中であったことから、用人であった正直（当時は源太郎と称した）と、目付の出淵伝之丞が立ち会った。戊辰戦争に会津征討越後口軍監として従軍。明治2年（1869年）、福井藩少参事となる。
明治3年9月（1870年9 - 10月）、明治政府の民部省に出仕。明治6年（1873年）11月、内務省が新設され内務少丞に就任。内務権大書記官を経て、明治11年（1878年）7月、宮城県権令となる。同県令を経て、明治19年（1886年）7月、初代宮城県知事に就任。宮城県知事としては、産業振興、土木、教育施策の推進に努めた。産業を振興するために交通整備の必要性を認識し、野蒜築港と関連する道路の改修、水路の開削に着手し、道路整備に当たって旧慣人足使役法を適用した。教育面では、明治19年（1886年）に、富田鐵之助（のち日銀総裁）とともに東華学校を設立した。明治24年（1891年）4月、熊本県知事に発令された。明治25年（1892年）2月の第2回衆議院議員総選挙において選挙干渉を行い死傷者が出ている。
明治29年（1896年）11月、内務次官に就任し明治30年（1897年）1月まで在任。同年12月23日、貴族院勅選議員に任じられ、明治43年（1910年）10月19日まで務めた。明治31年（1898年）11月、錦鶏間祗候に任じられ、また内務次官に再任され明治32年（1899年）4月まで在任。
明治33年（1900年）5月、男爵を叙爵した。その後、日本教育生命会社社長などを務めた。明治39年（1906年）4月1日、勲一等旭日大綬章を受章。明治43年（1910年）10月、枢密顧問官に就任した。
大正4年（1915年）、胃癌のため死去。

## 栄典
位階
- 1886年（明治19年）10月28日 - 従四位[6]
- 1891年（明治24年）6月25日 - 従三位[7]
- 1897年（明治30年）2月10日 - 正三位[8]
- 1915年（大正4年）4月19日 - 正二位[9]

勲章等
- 1887年（明治20年）5月27日 - 勲三等旭日中綬章[10]
- 1889年（明治22年）11月25日 - 大日本帝国憲法発布記念章[11]
- 1894年（明治27年）12月26日 - 勲二等瑞宝章[12]
- 1900年（明治33年）5月9日 - 男爵[13]

## 親族
- 妻 松平すま子（小笠原幹長女）[14]
- 養嗣子 松平正存（中川中之長男）[15]
- 長女 松平芳子（正存の妻）[15]
- 孫 松平外与麿（内務官僚、貴族院男爵議員、正存長男）[15]